# Puig Pinell
El Puig Pinell és una muntanya de 83 metres que es troba al municipi de Castell d'Aro, Platja d'Aro i s'Agaró, a la comarca catalana del Baix Empordà.